# Copa de la Paz de Filipinas
La Copa de la Paz de Filipinas, es una competición de fútbol en Filipinas.

## Historial
| Año  | Ciudad Sede | Campeón   | Subcampeón   | Tercer lugar | Cuarto lugar |
| ---- | ----------- | --------- | ------------ | ------------ | ------------ |
| 2012 | Manila      | Filipinas | China Taipéi | Guam         | Macao        |
| 2013 | Bacolod     | Filipinas | China Taipéi | Pakistan     | —            |
| 2014 | Manila      | Birmania  | Filipinas    | Palestina    | China Taipéi |

- Datos: Q15041621